# エッベ・ハメリク

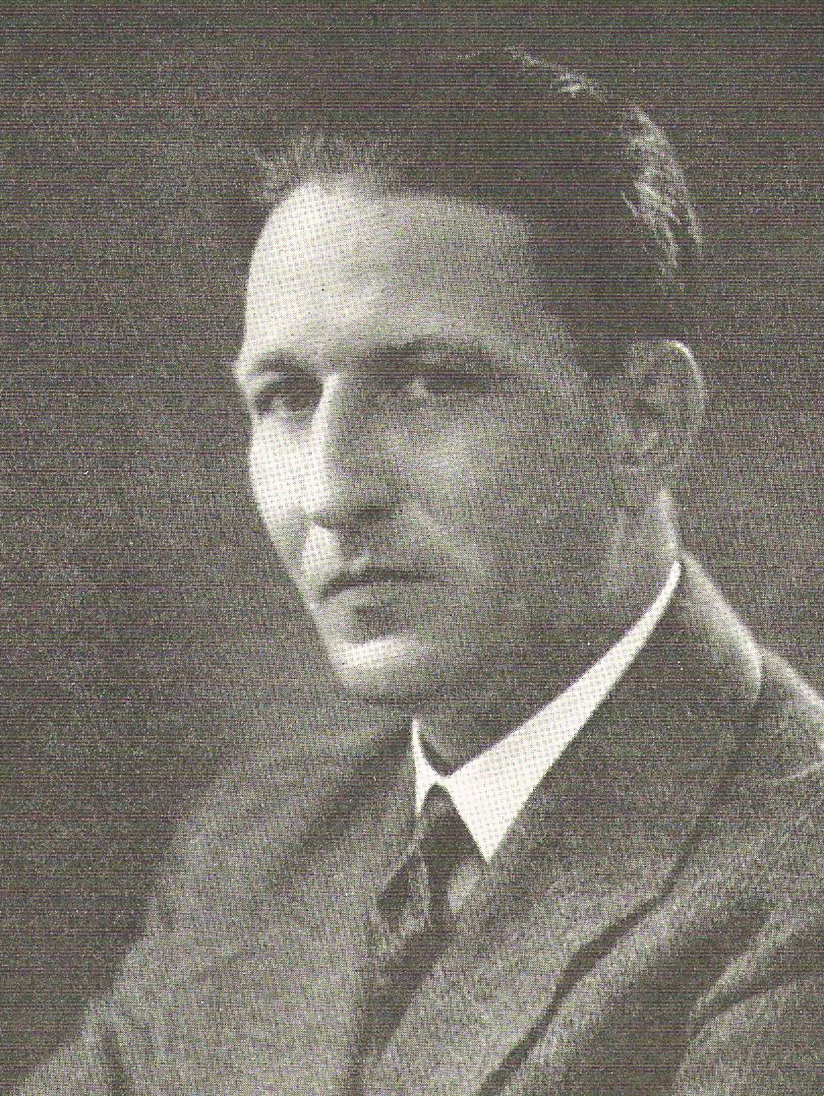
エッベ・ハメリク

エッベ・ハメリク（Ebbe Hamerik, 1898年9月5日 - 1951年8月12日）は、デンマークの作曲家・指揮者。
コペンハーゲン出身。作曲家アスガー・ハメリクの子。ソーレの学校に在学中から作曲を行い、1916年に卒業した後は本格的に音楽を学ぶようになった。フランク・ヴァン・デア・シュトゥッケンに師事した後の1919年にアマチュアオーケストラの指揮者としてデビューした。やがて能力を認められ、1919年から1922年までコペンハーゲン王立劇場の合唱指揮者を務め、1920年にはクリストフ・ヴィリバルト・グルックのオペラ『オルフェオとエウリディーチェ』でカペルマイスターとしてデビューした。
1922年から1927年まで海外に留学し、1924年にはマインツで初めてのオペラ『ステパン』を作曲し、その後アントウェルペン、リューベックに移った。1927年から1931年まで音楽協会の指揮者を務めた。その後、ウィーン・ライプツィヒ・ドレスデンなど国内外で指揮し、この世代の最も重要な指揮者とみなされた。1939年から1943年までデンマーク放送協会に定期的に客演した。
作品にはオペラ、室内楽曲、5つの交響曲などがある。彼はロマン主義音楽から離れたが、1920年代の国際的な反ロマン主義運動には参加せず、フランス風でもなくドイツ風でもない「新しい客観性」を追求した。
私生活でも妥協を許さない性格で、冬戦争に義勇兵として参加した。ヨットを趣味としていたが、1951年に事故で溺死した。

## 文献
- Niels Schøirring: Musikkens historie i Danmark (1978)